# Doron Medalie

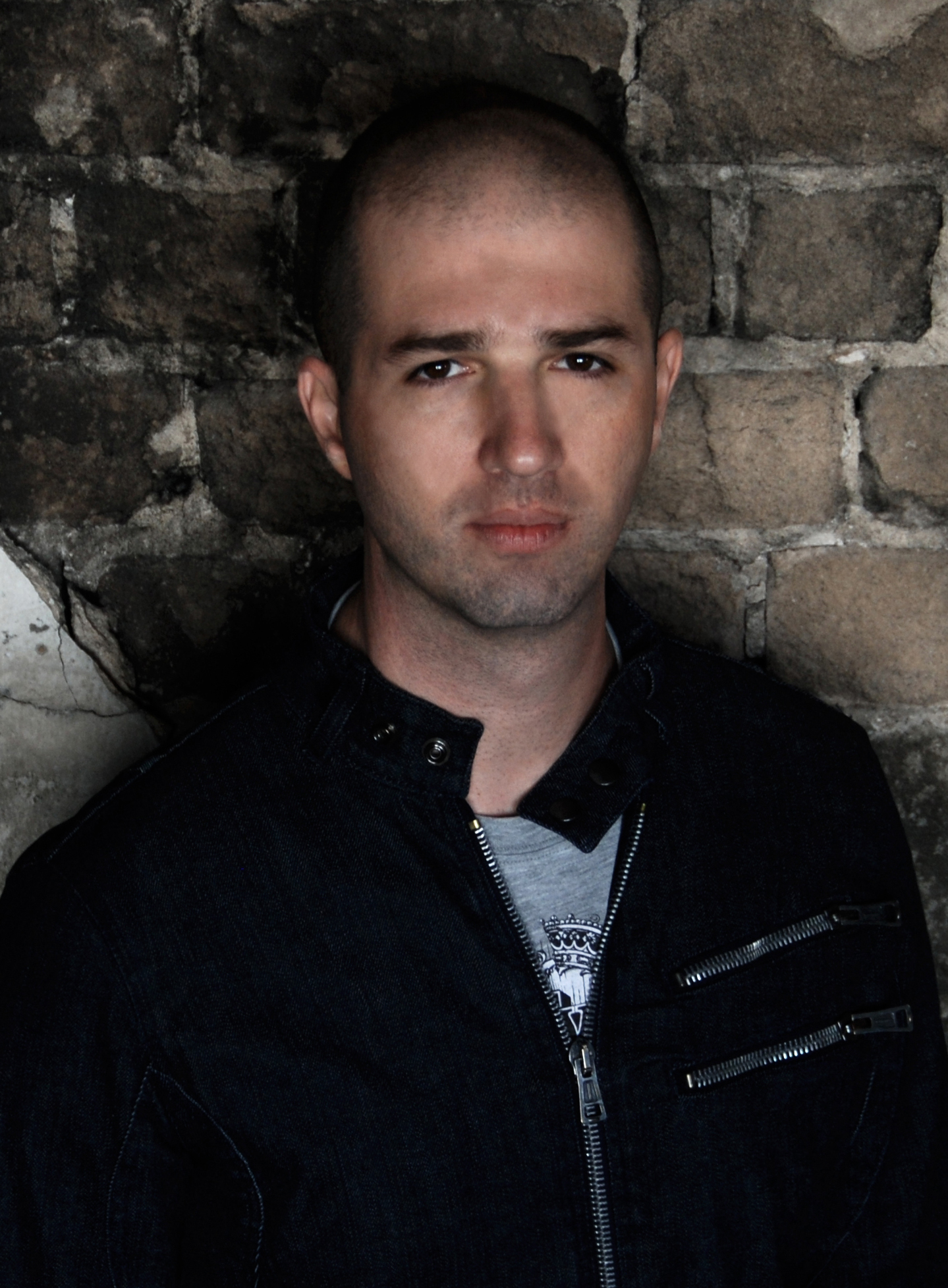
Doron Medalie, 2011

Doron Medalie (hebreo:דורון מדלי, Ramat HaSharon, 5 de diciembre de 1977) es un compositor israelí. Su canción Toy interpretada por Netta ganó el Festival de la Canción de Eurovisión 2018. Ha compuesto además canciones para Eyal Golan, Shlomi Shabat, Omer Adam, Lior Narkis, Hovi Star,  Eleni Foureira o para el Tel Aviv Gay Pride.
Se formó como músico en escuelas como la Compañía de Danza Batsheva.

## Discografía
- "תהום", 2008.[3]